# 米勒德·富勒
米勒德·富勒（英語：Millard Fuller，1935年1月3日—2009年2月3日），是美国慈善家、國際仁人家園的创始人和前任主席。他因为领导全球性提供低收入家庭廉价房屋的运动而备尊敬。

## 生平
在他的早期生涯中，他在奧本大學学习经济，并在阿拉巴马大学取得了法学学位。1959年他和他的琳達·卡德威爾（Linda Caldwell）结婚。米勒德·富勒曾经是一位成功的律师和商人，并且在他29岁的时候就成为百万富翁。
然而他的事业严重的影响了他的健康和婚姻。当他的妻子向他提出离婚要求时，富勒决定放弃自己的事业开始新的生活。他和妻子开始从事基督教事工。1973年富勒和他的家庭移居到扎伊尔共和国。他在那里居住三年，并且帮助当地人建造房屋。
1976年富勒返回美国，并在乔治亚州的一个基督教农场社区——柯伊諾尼亞農場（Koinonia Farm），为低收入家庭建造简单而得体的廉价房子。他只向购买者收取成本费用，并且提供无息贷款。1976年，米勒德·富勒创办了非营利性组织「国际仁人家园」。如今国际仁人家园是世界上最大的非营利性房屋建造機構，并且已帮助超过四百万人建造、翻修房子。
2009年米勒德·富勒于乔治亚州去世，并埋葬在柯伊諾尼亞農場中。

## 榮譽
- 1996年9月，獲柯林頓總統頒予總統自由勳章[1]。

## 参見
- 国际仁人家园